# Commission nationale du commerce équitable
Pour les articles homonymes, voir CNCE.
La Commission nationale du commerce équitable, abrégé sous le sigle CNCE, était une instance publique française créée par le décret no 2007-986 du 15 mai 2007, qui était chargée de reconnaître les organismes de certification du commerce équitable. Sa création faisait suite à l'introduction dans la loi du 2 août 2005 d'un amendement consacrant une reconnaissance publique de la pratique du commerce équitable : elle résultait du décret d'application correspondant, dont le projet avait été rendu public le 3 mai 2006 par le ministre du Commerce Renaud Dutreil. Elle a été supprimée le 1er octobre 2015 par le décret n° 2015-1157 du 17 septembre 2015.
La CNCE était composée de représentants : du gouvernement, des acteurs spécialisés dans le commerce équitable, des acteurs impliqués dans le commerce équitable (i.e. notamment les groupes de grande distribution), des organisations de solidarité internationale, des associations de consommateurs. 
« Le secrétaire d'État chargé de la consommation Hervé Novelli et la secrétaire d'État chargée de l'écologie Chantal Jouanno ont installé jeudi 22 avril la Commission Nationale du Commerce Equitable (CNCE). Outre informer et promouvoir le commerce équitable, cette commission a pour mission de reconnaître les organismes qui commercialisent des produits équitables à l'aide d'un référentiel établi avec les acteurs du secteur. L'idée est d'éclaircir une situation confuse pour les consommateurs confrontés à de nombreux labels privés autoproclamés. Six critères doivent être respectés : amélioration des conditions de vie des producteurs défavorisés, indépendance, transparence, présence auprès des producteurs défavorisés, contrôles auprès des importateurs, accompagnement et sensibilisation » (ROUSSEL Florence, Installation de la Commission nationale du commerce équitable, Actu-environnement, Avril  2010).
Ce comité de nature multipartite pourra accréditer (agrémenter), les certificateurs du commerce équitable. En revanche, cela comporte le risque de cooptation et de corporatisme. Or, actuellement or se mêlent les associations et des distributeurs, chacun avec des labels privés plus ou moins exigeants. Par conséquent apporter la reconnaissance de l’État à certains acteurs, aboutira à attribuer un caractère officiel à la norme qu’ils utilisent (Max Havelaar probablement), alors qu’il existe des normes diverses. De plus, il suffira qu’un acteur crée son propre label intitulé «commerce éthique» ou « éthiquable » par exemple, et non plus «commerce équitable» pour échapper à ces éventuelles contraintes. 
L’objectif de la CNCE est d'éclaircir et donc de limiter le nombre de labels dans le commerce équitable. Il y a trois organisations qui se sont portées candidats pour être agréées par cette commission : Flo-cert avec le label Fairtrade/Max Havelaar, Ecocert avec la garantie Ecocert Equitable sur la base du référentiel Equitable, Solidaire et Responsable (ESR), et le système de garantie Artisans du Monde. Trois labels, et trois systèmes, cela ne va donc pas éclaircir les choses. Les organismes de commerce équitable, qui ne seront pas agréés ne devraient donc plus pouvoir vendre leur produit, avec l’appellation, ou le « label » commerce équitable.